# 137066 Gellért-hegy
A 137066 Gellért-hegy (ideiglenes jelöléssel (137066) 1998 WR8) egy kisbolygó a Naprendszerben. Sárneczky Krisztián és Kiss László fedezte fel 1998. november 23-án.